# Kim Tae-young
Kim Tae-young (ur. 8 listopada 1970 w Goheung) – piłkarz południowokoreański grający na pozycji obrońcy. Dla reprezentacji Korei Południowej rozegrał 105 meczów, był zawodnikiem tylko jednego klubu czyli Chunnam Dragons którego przez kilka lat był kapitanem. Występował najczęściej jako środkowy obrońca, lecz zdarzało mu się grać na lewej obronie bądź na środku pomocy. Jego największym atutami były odbiory oraz wytrzymałość.

## Kariera klubowa
Kim ukończył Keumo High School, a w latach 1989–1994 uczęszczał na Dong-A University, gdzie występował w drużynie piłkarskiej. Po jego ukończeniu podpisał profesjonalny kontrakt z zespołem Chunnam Dragons z miasta Gwangyang. W jego barwach zadebiutował w profesjonalnej lidze południowokoreańskiej i był z nim związany przez całą sportową karierę. Swój pierwszy sukces osiągnął po dwóch latach gry w Chunnam. W 1997 roku wywalczył wicemistrzostwo Korei Południowej, a także wystąpił w finale Pucharu Korei który wygrał. Przeciwnikiem w finale był Cheonan Ilhwa Chunma. W 1999 roku dotarł z Chunnam do finału Pucharu Zdobywców Pucharów Azji, ale koreańska drużyna uległa w nim saudyjskiemu Ittihad FC 2:3. W 2000 roku Tae-young grał w finale Pucharu Ligi Koreańskiej, a w 2003 w finale Pucharu Korei Południowej. Karierę piłkarską zakończył w 2005 roku. Łącznie dla Chunnam Dragons rozegrał 201 meczów, w których strzelił 4 gole.

## Kariera reprezentacyjna
W reprezentacji Korei Południowej Kim zadebiutował 21 października 1992 roku w zremisowanym 0:0 towarzyskim spotkaniu ze Zjednoczonymi Emiratami Arabskimi. W swoim drugim meczu zdobył pierwszą bramkę w zwycięskim sparingu z Kanadą. Od tamtej pory występował regularnie w pierwszym składzie i dzięki temu wziął udział w kwalifikacjach do Mistrzostw Świata 1994 roku, ostatecznie na tę imprezę nie pojechał. Przez trzy lata nie był powoływany do kadry, powrócił do niej w 1996 roku. Dwa lata później był w drużynie koreańskiej na Mistrzostwa Świata we Francji. Na tym mundialu zagrał w trzech spotkaniach: przegranych 1:3 z Meksykiem, 0:5 z Holandią oraz zremisowanym 1:1 z Belgią.
W 2000 roku wystąpił w Pucharze CONCACAF, zaś kilka miesięcy później w Pucharze Azji, gdzie Korea Południowa zdobyła brązowy medal. Rok później został powołany na Puchar Konfederacji, mimo dwóch wygranych Koreańczycy nie wyszli z grupy. Kim zagrał w każdym meczu, w spotkaniu z Australią udało mu się zaliczyć czyste konto (1-0). W 2002 roku został powołany przez Guusa Hiddinka do kadry na Mistrzostwa Świata 2002, których gospodarzem była Korea Południowa. Podczas tych rozgrywek był podstawowym zawodnikiem, występował w trójce środkowych obrońców obok kapitana Hong Myung-bo i Choi Jin-cheula. Wystąpił we wszystkich meczach na tych mistrzostwach, a jego reprezentacja zdobyła 4. miejsce. Godnymi uwagi meczami Kima były te w grupie kiedy to Reprezentacja Korei Południowej zachowała czyste konta z Polską (2-0) oraz Portugalią (1-0). Podczas meczu 1/16 z Włochami został uderzony łokciem podczas pojedynku główkowego z Christianem Vieri'm i złamał nos. W związku z tym resztę turnieju grał w masce. W następnym roku dostał powołanie na Puchar Wschodniej Azji, na którym zajął pierwsze miejsce. Ostatnim jego meczem w reprezentacji było bezbramkowe spotkanie z Jordanią podczas Mistrzostw Azji w 2004 roku. Łącznie w kadrze narodowej zagrał 105 razy i zdobył 3 bramki.

## Nagrody
- Puchar Korei Południowej: 1997
- Puchar Wschodniej Azji: 2003
- Najlepsza jedenastka K-League: 2002,2003